# Krajno
Krajno (do 1945 r. niem. Krain) – wieś w Polsce położona w województwie dolnośląskim, w powiecie strzelińskim, w gminie Wiązów.

## Podział administracyjny
| SIMC    | Nazwa  | Rodzaj     |
| ------- | ------ | ---------- |
| 1004900 | Węgłów | przysiółek |

W latach 1975–1998 miejscowość administracyjnie należała do województwa wrocławskiego.

## Demografia
Według Narodowego Spisu Powszechnego (III 2011 r.) liczyło 59 mieszkańców. Jest najmniejszą miejscowością gminy Wiązów.

## Zabytki
Do wojewódzkiego rejestru zabytków wpisany jest park pałacowy, założony w XVIII w.